# HD219995
HD219995 — хімічно пекулярна зоря спектрального класу
A й має видиму зоряну величину в смузі V приблизно 10,6.